# Blackened Sky
Blackened Sky è l'album di debutto dell'alternative rock band Biffy Clyro, pubblicato il 10 marzo 2002 dalla Beggar Banquet Records.
Dall'album sono stati estratti quattro singoli: 27, Justboy, 57 e Joy.Discovery.Invention e l'album ha raggiunto la #78 posizione nella UK Album Chart.
Come tutti i primi tre album della band, fu suonato per intero il 13 dicembre 2005 al King Tut's Wah Wah Hut di Glasgow.
Il 2 aprile 2012 è stata pubblicata una riedizione dell'album in formato di doppio LP contenente nove B-sides che accompagnavano i singoli.

## Tracce
Testi e musiche di Simon Neil, eccetto dove indicato.
1. Joy.Discovery.Invention – 3:38
2. 27 – 3:27
3. Justboy – 4:23
4. Kill the Old, Torture Their Young – 6:12
5. The Go-Slow – 3:59
6. Christopher's River – 4:09
7. Convex, Concave – 4:28
8. 57 – 3:22
9. Hero Management – 4:46
10. Solution Devices – 3:18
11. Stress on the Sky – 4:14
12. Scary Mary – 3:08 (Simon Neil/Martin Scott)

Durata totale: 49:04

## Formazione
Biffy Clyro
- Simon Neil - voce, chitarra
- James Johnston - basso, voce
- Ben Johnston - batteria, voce